# Le Clocher de Saint-Tropez
Le Clocher de Saint-Tropez est un tableau réalisé par le peintre français Paul Signac en 1896 à Saint-Tropez, dans le Var. D'un format vertical, cette huile sur toile divisionniste est une marine doublée d'un paysage urbain. Elle représente le clocher de l'église Notre-Dame-de-l'Assomption tel qu'aperçu depuis le port, où des voiliers se reflètent dans l'eau.
Exposée au Salon des indépendants, à Paris, en 1898, elle se trouve à la Nationalgalerie de Berlin, en Allemagne, à compter de 1899. Exhibée comme de l'art dégénéré sous le Troisième Reich, elle passe entre les mains d'Hermann Göring puis est vendue plusieurs fois par Christie's jusqu'à ce qu'en 1999 elle soit acquise par Georges Bemberg. Elle est désormais conservée à la Fondation Bemberg, un établissement muséal toulousain constitué autour de son ancienne collection privée.